# Edgar González Estrada
Edgar González Estrada (San Juan Despí, 1 de abril de 1997) es un futbolista español. Juega de defensa y su equipo es la U. D. Almería de la Segunda División de España.

## Trayectoria
Se formó en la cantera del R. C. D. Espanyol, equipo en el que jugó su padre, Lluís González, sin embargo, no llegó ni a debutar en el segundo equipo, ya que fue cedido entre 2016 y 2018 a la Unió Esportiva Cornellà, donde debutaría en un partido de Copa del Rey.
En 2018 fichó por el Real Betis Balompié, siendo asignado en un principio al equipo filial, el Betis Deportivo, que se encontraba en Tercera División. El 1 de noviembre de 2018 debutó con el primer equipo del Betis en un partido de Copa del Rey frente al Racing de Santander.
En 2019 obtuvo la oportunidad de debutar en Primera División. Lo hizo el 23 de noviembre de 2019 en una victoria del Betis por 2-1 frente al Valencia C. F.
El 3 de septiembre de 2020 fue cedido al Real Oviedo una temporada.
Tras su desempeño en la temporada que jugó en el Real Oviedo, volvió al Real Betis y logró convencer al técnico del equipo, Pellegrini, para permanecer en la plantilla bética. En esa temporada 2021-22 se afianzó en el equipo y pasó de ser un complemento a ser el defensa central que más minutos jugó en la primera parte de la temporada.
En julio de 2023, tras haber disputado 80 partidos como bético, marchó traspasado a la U. D. Almería de la Primera División que pagó unos cinco millones de euros, incluidas variables por su fichaje.

## Estadísticas

### Clubes
Actualizado al último partido disputado el 11 de junio de 2025.
| Club                              | Div.          | Temporada     | Liga  | Liga  | Copas nacionales | Copas nacionales | Copas internacionales | Copas internacionales | Total | Total |
| Club                              | Div.          | Temporada     | Part. | Goles | Part.            | Goles            | Part.                 | Goles                 | Part. | Goles |
| --------------------------------- | ------------- | ------------- | ----- | ----- | ---------------- | ---------------- | --------------------- | --------------------- | ----- | ----- |
| U. E. Cornellà · España           | 2.ª B         | 2016-17       | 13    | 0     | 2                | 0                | —                     | —                     | 15    | 0     |
| U. E. Cornellà · España           | 2.ª B         | 2017-18       | 32    | 0     | —                | —                | —                     | —                     | 32    | 0     |
| U. E. Cornellà · España           | Total club    | Total club    | 45    | 0     | 2                | 0                | 0                     | 0                     | 47    | 0     |
| Betis Deportivo Balompié · España | 3.ª           | 2018-19       | 38    | 2     | —                | —                | —                     | —                     | 38    | 2     |
| Betis Deportivo Balompié · España | 3.ª           | 2019-20       | 14    | 2     | —                | —                | —                     | —                     | 14    | 2     |
| Betis Deportivo Balompié · España | Total club    | Total club    | 52    | 4     | 0                | 0                | 0                     | 0                     | 52    | 4     |
| Real Betis Balompié · España      | 1.ª           | 2018-19       | 0     | 0     | 1                | 0                | 0                     | 0                     | 1     | 0     |
| Real Betis Balompié · España      | 1.ª           | 2019-20       | 10    | 0     | 3                | 0                | —                     | —                     | 13    | 0     |
| Real Oviedo · España              | 2.ª           | 2020-21       | 37    | 3     | 1                | 0                | —                     | —                     | 38    | 3     |
| Real Oviedo · España              | Total club    | Total club    | 37    | 3     | 1                | 0                | 0                     | 0                     | 38    | 3     |
| Real Betis Balompié · España      | 1.ª           | 2021-22       | 21    | 1     | 7                | 0                | 7                     | 0                     | 35    | 1     |
| Real Betis Balompié · España      | 1.ª           | 2022-23       | 25    | 0     | 2                | 1                | 4                     | 0                     | 31    | 1     |
| Real Betis Balompié · España      | Total club    | Total club    | 56    | 1     | 13               | 1                | 11                    | 0                     | 80    | 2     |
| U. D. Almería · España            | 1.ª           | 2023-24       | 31    | 2     | 1                | 0                | ―                     | ―                     | 32    | 2     |
| U. D. Almería · España            | 2.ª           | 2024-25       | 42    | 2     | 3                | 0                | ―                     | ―                     | 45    | 2     |
| U. D. Almería · España            | Total club    | Total club    | 73    | 4     | 4                | 0                | 0                     | 0                     | 77    | 4     |
| Total carrera                     | Total carrera | Total carrera | 263   | 12    | 20               | 1                | 11                    | 0                     | 294   | 13    |
| 1. 2.                             |               |               |       |       |                  |                  |                       |                       |       |       |

## Palmarés

### Títulos nacionales
| Título       | Club                | País   | Año  |
| ------------ | ------------------- | ------ | ---- |
| Copa del Rey | Real Betis Balompié | España | 2022 |